# Monte Cerro Capurata
Il Cerro Capurata è uno stratovulcano alto 5590 m s.l.m. Si trova tra la Bolivia occidentale e il Cile settentrionale. Appartiene al gruppo dei Nevados de Quimsachata, di cui è la sommità più meridionale.